# Zhao Lirong
Zhao Lirong (11 de marzo de 1928 - 17 de julio de 2000) fue una actriz de cine chino. Antes de que participa en la industria cinematográfica, Zhao Lirong fue una famosa actriz de la ópera de Pekín en el escenario. Desde años 1980, Zhao comenzó su actuación en la comedia de la Gala del Festival de Primavera CCTV. En 1990, su primera película importante The Spring Festival coronada Mejor Actriz del Festival de Cine Internacional de Tokio y Premios Cien Flores. Luego continuó su carrera como comediante en CCTV. El 17 de julio de 2000, Zhao Lirong murió de cáncer. Como una de las actrices comediantes favoritos en China, miles de su público asistieron a su funeral.

## Filmografía
- Third Sister Yang Goes to Court (1981)
- Monkey King 西游记 (1986) (TV) Reina de los Estados Chechi
- Dream of the Red Mansion Part 3 红楼梦第三部 (1988) Granny Liu
- The Spring Festival 过年 (1991) Madre
- Erxiao's Mother/Filial Son and Filial Piety 孝子贤孙伺候着 (1993) Madre

## Premios y nominaciones
Golden Rooster Awards
- 1992 Nominado: Mejor Actriz por The Spring Festival

Golden Phoenix Awards
- 1993 Ganado: Mejor Actriz por The Spring Festival

Hundred Flowers Awards
- 1992 Ganado: Mejor Actriz por The Spring Festival

Tokyo International Film Festival
- 1991 Ganado: Mejor Actriz por The Spring Festival